# NGC 2277
NGC 2277 este o galaxie situată în constelația Gemenii. A fost descoperită în 20 aprilie 1865 de către Heinrich Louis d'Arrest.